# Ганс Кранах
Ганс Кранах (нім. Hans Cranach; бл. 1513, Віттенберг — 9 жовтня 1537, Болонья) — німецький художник періоду Північного Відродження.

## Життєпис
Старший син художника Лукаса Кранаха Старшого і Барбари Бренгбір. Народився близько 1513 року у Віттенберзі. Навчався малювати в батька, виявивши чималий хист до цього мистецтва.
З 1527 року вже активно працював в батьківській майстерні. Водночас виявив інтерес до юриспруденції. З 1534 року відвідував Лейпцизький університет. У 1537 року виїхав до Болонського університету з метою продовжити навчання. Того ж року раптово помер у Болоньї.

## Творчість

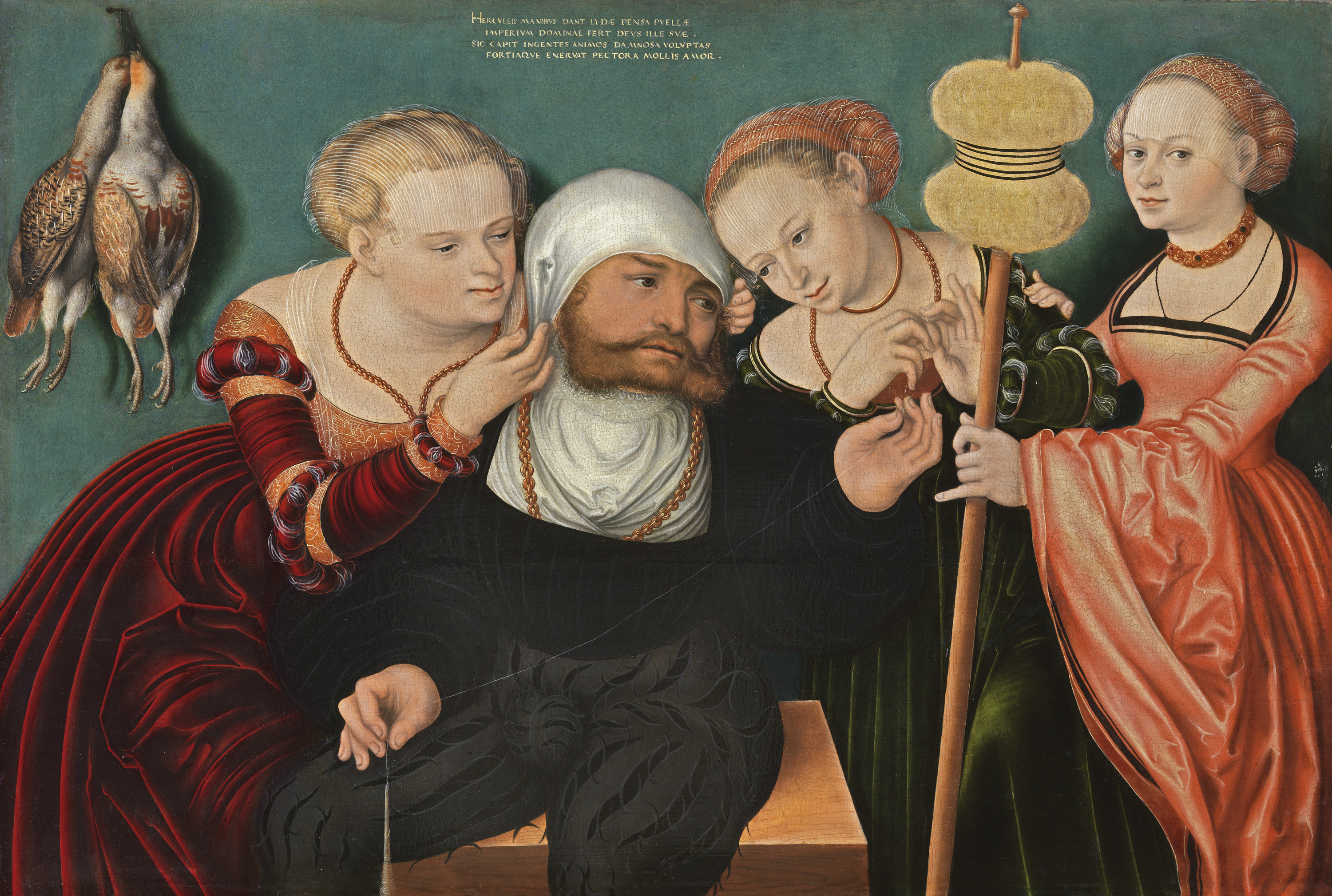
«Геркулес при дворі цариці Омвали»

Його художній стиль відповідав манері Лукаса Кранаха Старшого. Поступався останньому формою виконання, втім зображення були більш м'якими.
З його робіт відомі 2: «Портрет бороданя» 1534 року і «Геркулес при дворі цариці Омвали» 1537 року. Обидві картини тепер зберігаються в Музеї Тіссен-Борнеміса в Мадриді. Також зберігся його альбом подорожніх нарисів.